# La Heutte
La Heutte foi uma comuna da Suíça, localizada no Cantão de Berna, com 483 habitantes, de acordo com o censo de 2010 . Estendia-se por uma área de 8,08 km², de densidade populacional de 60 hab/km². Confinava com as seguintes comunas: Sonceboz-Sombeval, Orvin, Péry, Reconvilier e Tavannes.
A língua oficial nesta comuna era o francês, uma vez que La Heutte está localizada na parte do cantão denominada Jura Bernense (Jura Bernois), que é a sua porção francófona.

## História
Em 1 de janeiro de 2015, passou a fazer parte da nova comuna de Péry-La Heutte.

## Idiomas
De acordo com o censo de 2000, a maioria da população fala francês (75,2%), sendo o alemão a segunda língua mais comum, com 20,1%, e, em terceiro lugar, o espanhol, com 2,9%.